# Nhà thờ Whitefriar

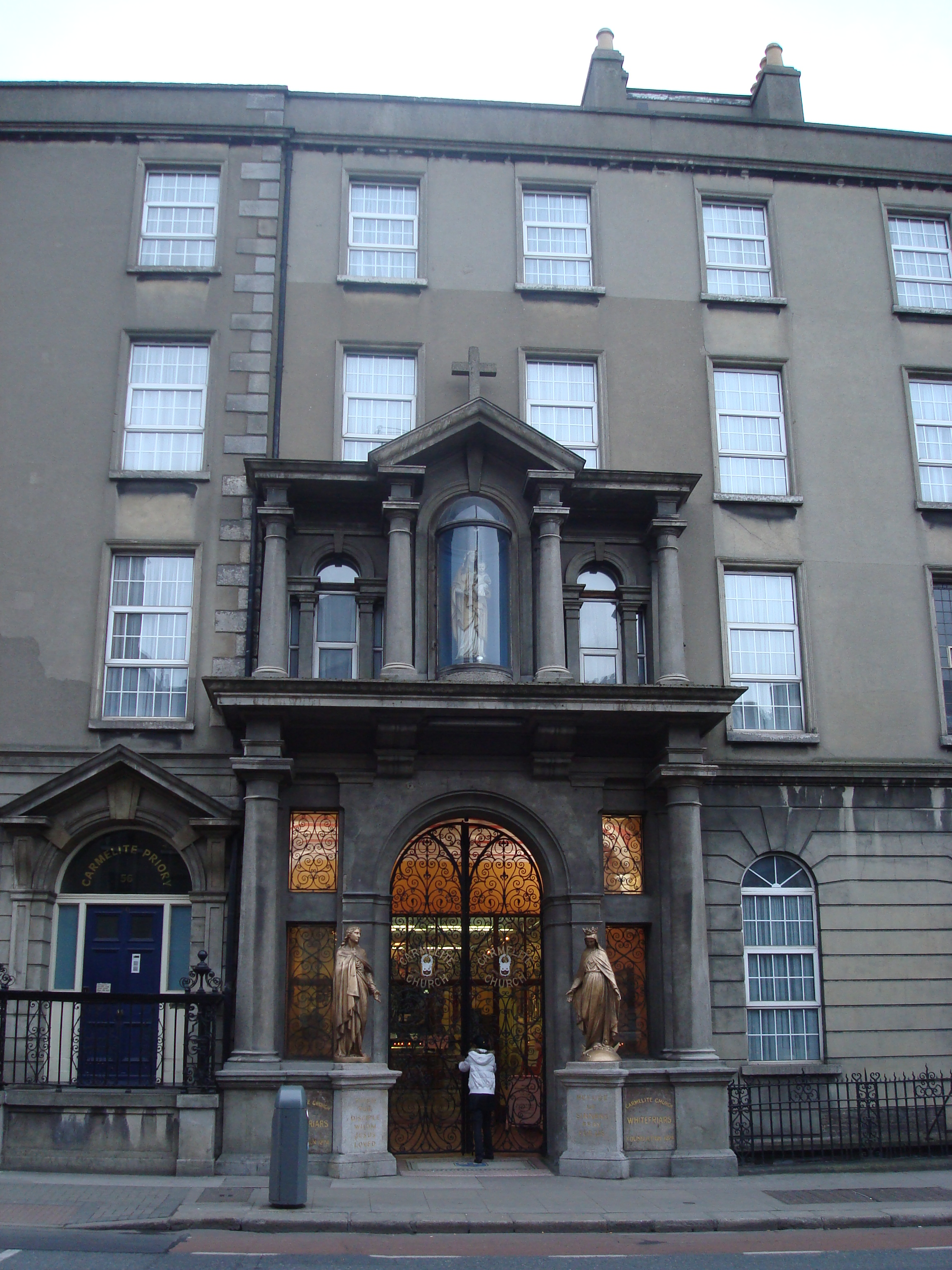
Toàn cảnh nhà thờ

Nhà thờ dòng Cát Minh Whitefriar là một nhà thờ Công giáo La Mã ở Dublin, Ireland được dùng làm nơi thờ tự của các tu sĩ dòng Cát Minh. Nhà thờ được ghi dấu bởi các các di tích của Thánh Valentine từ nghĩa trang của Thánh Hippolytus ở Roma và được tặng cho nhà thờ trong thế kỷ XIX bởi Đức Giáo hoàng Grêgôriô XVI.
Nhà thờ này là một phần trước đây của Nhà dòng của dòng tu Cát Minh được xây dựng năm 1539. Cấu trúc hiện tại ngày nay bắt đầu từ năm 1825 và được thiết kế bởi George Papworth người cũng được thiết kế Nhà thờ Đức Maria ở Dublin. Nhà thờ đã được mở rộng trong năm 1856 và 1868.
Nhà thờ cũng có chứa di tích của Thánh Albert một người dân xứ Sicilia người đã qua đời trong 1306. Vào ngày lễ của ông (ngày 07 tháng 8), một di vật của vị thánh này được nhúng vào trong nước và được cho là có thể cứu chữa bệnh tật và tâm trí những người sử dụng nước.
Nhà thờ cũng có một bức tượng gỗ sồi tạc hình ảnh của Đức Mẹ Dublin.